# Ononin
Ononin es una de las varias isoflavonas conocidas. Ononin se encuentra en un número de plantas e hierbas como la soja y de Glycyrrhiza uralensis.
Ononin es el 7-O-glucósido de formononetin.